# Manuel Ivo Cruz (pai)
Manuel Ivo Cruz (Corumbá, 19 de Maio de 1901 — Lisboa, 8 de Setembro de 1985) foi um compositor, músico e professor de música que se destacou como fundador da Orquestra Filarmónica de Lisboa (1937) e reitor do Conservatório Nacional de Lisboa (1938-1971), sucedendo neste cargo a Vianna da Motta. Foi pai do também maestro Manuel Ivo Cruz filho (Lisboa, 18 de Maio de 1935 - Porto, 25 de Dezembro de 2010), maestro-director no Teatro Nacional de São Carlos.

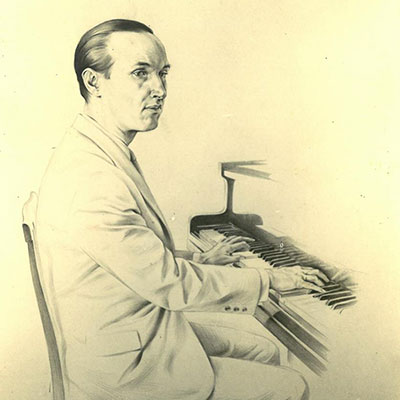
Manuel Ivo Cruz (pai)

## Biografia
Era filho de Manuel Pereira da Cruz e de sua mulher Palmira Machado, um casal português de origem algarvia (Olhão). Partiu ainda criança para Lisboa, cidade onde fez os seus estudos secundários, ingressando na Faculdade de Direito da Universidade de Lisboa, onde se licenciou em Direito.
Iniciou os seus estudos musicais em Lisboa com António Tomás de Lima e Tomás Borba. Preferindo a música à advocacia, depois de terminar a licenciatura em Direito, em 1925 partiu para Munique, na Alemanha, onde estuda Composição, Direcção de Orquestra, Estética e História da Música.
Regressado a Lisboa, passou a trabalhar como professor do Conservatório Nacional de Lisboa, instituição então dirigida por Vianna da Motta. Nessas funções, e como compositor, cultivou o seu interesse pela música portuguesa pré-clássica, compondo novas obras integradas nesse estilo e fundando a Sociedade Coral Duarte Lobo, em 1931, especialmente voltada para executar tal repertório. Estes esforços levaram a que aquele estilo musical se tornasse conhecido do grande público e tivesse divulgação internacional. Nesse esforço promoveu as primeiras audições modernas e edições de algumas das mais notáveis obras de compositores como Carlos Seixas (1704-1742) e João de Sousa Carvalho (1745-1798).
Em 1937 organizou a Orquestra Filarmónica de Lisboa, com a qual divulga o repertório musical português no país e no estrangeiro. No ano seguinte substituiu Vianna da Motta na direcção do Conservatório Nacional, cargo que manteve até 1971.
Para além da sua actividade como compositor e músico, Ivo Cruz ao longo da sua vida colaborou regularmente em diversas publicações, tendo publicado uma autobiografia em 1985. Encontra-se colaboração da sua autoria nas revistas Contemporânea (1915-1926) e Música (1924-1925).
Entre a sua vasta e diversificada obra musical, num estilo impressionista ao gosto português, incluem-se duas sinfonias, dois concertos para piano e múltiplas canções e peças instrumentais. A sua obra mais conhecida é talvez a Sinfonia de Amadis, estreada em Lisboa em 1953.
Reuniu uma importante colecção bibliográfica de temática musical que se encontra integrada na Biblioteca Nacional de Lisboa, onde constitui a Colecção Ivo Cruz, que inclui impressos raríssimos e outros únicos, e o maior conjunto conhecido de autógrafos de João Domingos Bomtempo (1775-1842).
Ivo Cruz foi uma das figuras mais relevantes nas relações culturais luso-brasileiras e da difusão da cultura musical de Portugal no Brasil e na Europa.

## Obras

### Orquestra
- Motivos Lusitanos (1928)
- Idílio de Miraflores (1952)
- Sinfonia de Amadis (1952)
- Sinfonia de Queluz (1964)

### Solista e Orquestra
- Tríptico para Voz e Orquestra (1930)
- Os Amores do Poeta para Voz e Orquestra (1942)
- 1º Concerto Português para Piano e Orquestra (1945)
- 2º Concerto Português para Piano e Orquestra (1946)

### Música de Câmara
- Sonata para Violino e Piano (1922) - Foi interpretada em várias ocasiões pelo famoso violinista Henryk Szeryng.
- Pastoral (versão para 2 pianos) (1954)
- Vida da Minha Alma para Violoncelo e Piano
- 2º Concerto Português (versão para 2 pianos)
- Ritornellos e Danças para 2 pianos

### Voz e Piano
- Canções Perdidas (1923)
- Os Amores do Poeta (1942)
- Baladas Lunáticas (1944)
- Canções Profanas (1968)
- Canções Sentimentais (1972)

### Piano Solo
- Paisagens Sentimentais (1920)
- Aguarelas (1922)
- Homenagens (1955)
- Caleidoscópio (1957)
- Suite (1960)

### Bailado
- Pastoral (1942)

### Arranjos
- 1º Tento de "Flores de Música" (de Manoel Rodrigues Coelho) (1924)
- Sonata (de Joaquim Casimiro) (1965)
- Sonata para Violino e Cravo (de Francisco Xavier Baptista)
- O Amor Industrioso ( de João de Sousa Carvalho)
- Suite nº 1 (de  João de Sousa Carvalho)
- Concerto para Cravo e Cordas (de João de Sousa Carvalho)
- Abertura para Orquestra de Cordas (de João de Sousa Carvalho)

### Outras Obras
- Dança Nobre (Instrumentação Desconhecida)

## Condecorações
- Oficial da Ordem Militar de Sant'Iago da Espada de Portugal (5 de outubro de 1931)
- Comendador da Ordem Militar de Sant'Iago da Espada de Portugal (21 de junho de 1938)
- Grande-Oficial da Ordem da Instrução Pública de Portugal (15 de setembro de 1971)[5]